# Aneurobracon philippinensis
Aneurobracon philippinensis är en stekelart som först beskrevs av Muesebeck 1932.  Aneurobracon philippinensis ingår i släktet Aneurobracon och familjen bracksteklar. Inga underarter finns listade i Catalogue of Life.